# 맨 vs 차일드 : 셰프 쇼다운
《맨 vs 차일드 : 셰프 쇼다운》은 2015년부터 2016년까지 미국에서 방송된 셰프들과 요리에 재능이 있는 아이들 간의 요리 대결 프로그램이다.